# كاي فاياند
كاي فاياند Kai Weyand (ولد في عام 1968 في فرايبورغ في برايسجاو) هو كاتب ألماني، تخرج من جامعة فرايبورغ للتربية والتعليم. بعد العمل في التدريس، وأصبح كاتبًا مستقلًا. حاز على جوائز. وكانت روايته Applaus für Bronikowski لعام 2015 (تصفيق لبرونيكوفسكي) على القائمة الطويلة لجائزة الكتاب الألمانية لعام 2015.

## حياته
أتم كاي فاياند دراسته في كلية التربية في فرايبورغ، ثم عمل مدرسا و Erwachsenenbildner. وبين عامي 2001 و 2005 رأس مع مارتن جوليش Martin Gülich المكتب الأدبي في فرايبورغ. وهو متفرغ للكتابة الحرة منذ عام 2005 في فرايبورغ. وقد اشترك في عام 2006 في مسابقة إنجيبورج باخمان في كلاجنفورت.
كتب كاي فاياند أعمالا قصصية. وحصل في عام 2002 على الجائزة الأولى في المسابقة الأدبية Open Mike التي تقيمها ورشة الأدب في برلين.

## من أعماله
- في يوم الثلاثاء ستنهار البنايات الجديدة 2005

(Am Dienstag stürzen die Neubauten ein)